# 林家聖
林家聖（Lin Chia-sheng，1980年7月12日—）是一名台灣足球運動員，主要位置是前鋒和左翼。林家聖以優越的爆發力及西方球員的體型獲得矚目。

## 生平
林家聖就讀於台南市勝利國小，在1990年參加勝利國小校隊選訓足球賽，並順利成為足球隊的成員。林家聖後來就讀台南市後甲國中，卻因為後甲國中沒有足球教練及球隊，而暫時停止足球生涯。他在國二下學期時因為想要繼續足球生涯，轉學到台南縣歸仁國中。國三時首次獲得國男組全國省長杯冠軍，也為歸仁國中及個人首次獲得全國賽冠軍，於七月首次代表台灣參加丹麥國際足球分齡賽U16，最後止於8強。1996年就讀國立新豐高中，高二首次為新豐高中獲得全國中等學校錦標賽冠軍，於1997年七月代表台灣到美國夏威夷參加夏威夷國際足球分齡賽，獲得18歲組第三名，1998年參加高中組青年盃選拔賽獲得第二名，然而代表台灣參加1998年亞洲青年盃足球賽時，在小組賽以2:0輸給韓國隊。高三時便效力於全國男子甲組足球聯賽台北銀行足球隊 。
林家聖的母親在1999年二月，開車到大甲高工為新豐高中足球隊加油，回程時卻在嘉義發生車禍，導致胸椎第三節以下無神經反應，判定為重度殘障終身無法走路需靠醫療導尿，情況嚴重。出車禍半年後，林家聖為了激勵母親在大專甲組足球賽個人攻進4球，帶領銘傳大學獲得大專甲組冠軍，首次為銘傳大學贏得男子甲組冠軍頭銜。這場車禍經過一年後，林家聖選擇放棄校隊，因為要往返台北-台南照顧母親，幾乎每週星期一、星期五的大學課業都選擇放棄。於是他留在台南奇美醫院照顧母親一整年，然而在暫停足球生涯一年後，林家聖為了使母親更堅強，繼續維持努力練習足球。他憑著甲組進球王的頭銜，及許多台北銀行足球隊的前輩推薦，進入2000年中華台北奧運代表隊。然而他所作的一切都只是為了家庭及母親，林家聖繼續陪伴脊椎損傷的媽媽到處尋醫診治。
林家聖因為母親車禍而放棄進入銘傳大學校隊，但是林家聖還是在2000年重返甲組，繼續帶領國軍隊。他在台灣獲得台灣甲組足球進球王，當年仍未滿20歲，是台灣最年輕獲得進球王的球員。2003年林家聖在亞洲盃室內五人錦標賽，在兩場關鍵賽攻進六球，帶領台灣首次踏進八強複賽，雖然後來遭日本淘汰。隔年五月，他雖然想加入世界室內五人足球錦標賽國家代表隊，卻離開台灣，加入英國職業足球聯賽。他從2004年5月開始在英國開始足球生涯，並與英國國家聯賽級別的Hayes.F.C二軍簽約，首次踏上英國賽場。林家聖在2005年三月加入英超聯賽博爾頓足球俱樂部二軍 ，展開為期一年的二軍賽事。因而林家聖曾被認為是台灣最接近歐洲足球聯賽的球員。
2008年，林家聖嘗試到美國職業足球大聯盟測試，展開新的職業球員之旅。2月10日他參加由洛杉磯銀河隊的測試，由於報名超過一千五百人，銀河隊只選出九百人接受第一輪的測試，然而林家聖通過第一輪的考驗，在2月11日展開第二輪九十人的考驗（編號297）。由於洛杉磯銀河隊只需要兩名選手，所以林家聖無緣與英國足球金童大衛·貝克漢成為隊友。林家聖在2月18日參予將近6千人報名的美國奇瓦士足球隊測試，希望能夠在2月24日晉級第二輪的六十人名單。2008年再次挑戰洛杉磯銀河隊，參加在美國舉辦的新秀選拔，並與貝克漢本人合影留念，也獲得貝克漢親筆簽名。他在同年三月起接受奇美、安麗兒藥局、蔚華科技及蔚華教育基金會贊助推廣基層足球運動，在台南地區辦理周日陽光樂活足球營。

## 國家代表隊經歷

### 國家青年隊 U19
- 1998年小組賽：韓國、台灣、印尼、菲律賓

### 國家奧運隊 U23
- 2000年小組賽：韓國、台灣、印尼、斯里蘭卡

### 國家代表隊
- 2001年印尼國王盃：伊拉克、印尼、越南、台灣
- 2006世界盃外圍賽資格（2003年）：台灣、澳門
- 2006世界盃外圍賽（2004年）：台灣、烏茲別克、伊拉克、巴勒斯坦

### 國家室內五人隊
- 2003年小組賽：台灣、韓國、印尼、香港；八強複賽日本

## 電視節目
- （中文） 眉飛色舞
- （中文） TVBS 時尚王牌 （页面存档备份，存于）
- （中文） FTV 綜藝大贏家 （页面存档备份，存于）
- （中文） 蔚華教育基金會

## 外部連結
- 林家聖官方部落格[永久]

- 陽光樂活足球營